# Combats de Sainte-Croix-en-Plaine
Sixième Coalition
Batailles
Campagne de Russie (1812)
- Liste des batailles
- Mir
- Moguilev
- Ostrovno
- Vitebsk
- Kliastitsy
- Smolensk
- 1re Polotsk
- Valoutina Gora
- Moskova
- Moscou
- Winkowo
- 2e Polotsk
- Maloïaroslavets
- Gorodnia
- Czaśniki
- Viazma
- Smoliani
- Krasnoï
- Bérézina

Campagne d'Allemagne (1813)
- Dantzig
- Lunebourg
- Möckern
- Lützen
- Bautzen
- Reichenbach
- Haynau
- Luckau
- Hoyerswerda
- Lauenbourg
- Goldberg
- Gross Beeren
- Katzbach
- Dresde
- Kulm
- Dennewitz
- Peterswalde
- Liebertwolkwitz
- Leipzig
- Hanau
- Sehested
- Torgau
- Hambourg

Campagne de France (1814)
- Sainte-Croix-en-Plaine
- Besançon
- Mayence
- Metz
- Saint-Avold
- 1re Saint-Dizier
- Brienne
- La Rothière
- Campagne des Six-Jours (Champaubert
- Montmirail
- Château-Thierry
- Vauchamps)
- Mormant
- Montereau
- Bar-sur-Aube
- Saint-Julien
- Laubressel
- Berry-au-Bac
- Craonne
- Coutures
- Laon
- Soissons
- Mâcon
- Reims
- Saint-Georges-de-Reneins
- Limonest
- Arcis-sur-Aube
- Fère-Champenoise
- 2e Saint-Dizier
- Meaux
- Claye
- Villeparisis
- Paris

- Feistritz
- Caldiero (en)
- Trieste
- Mincio

- Hoogstraten (de)
- Anvers
- Berg-op-Zoom
- Courtrai

Les combats de Sainte-Croix-en-Plaine ont eu lieu du 24 au 31 décembre 1813 au cours de la Campagne de France.

## Prélude
Napoléon espérait une trêve hivernale, mais fin décembre, la grande armée alliée fait un mouvement sur sa gauche pour se concentrer vers la forêt Noire, menaçant — malgré la neutralité de la Suisse — de passer le pont de Bâle.
Le 5e corps de cavalerie du général Milhaud fut envoyé pour renforcer le 2e corps d’infanterie du maréchal Victor, duc de Bellune, seul à couvrir l'étendue de Bâle à Strasbourg. Ce corps d'infanterie comptait à cette époque environ 2 000 baïonnettes, et le 5e corps 3 819 cavaliers. Le maréchal Victor devait prendre sur cette force des détachements pour compléter les garnisons de Strasbourg, Schlestadt, Brisach et Huningue. La cavalerie légère quitta Westhoffen le 16, et arriva le 21 à Strasbourg.

### L'armée de Bohême passe le Rhin par la Suisse
De son quartier général de Lörrach, le feld-maréchal Schwarzenberg fit partir, le 20 décembre, les ordres de mouvement pour les différentes colonnes de l'armée de Bohême.
Le 21 décembre 1813, au matin, les troupes du prince de Schwarzenberg passèrent le Rhin sur le pont de Bâle. Le corps volant du colonel autrichien Scheibler, fort de 640 cavaliers, s'avança le même jour jusqu'à Habsheim et Rixheim aux portes de Mulhouse.

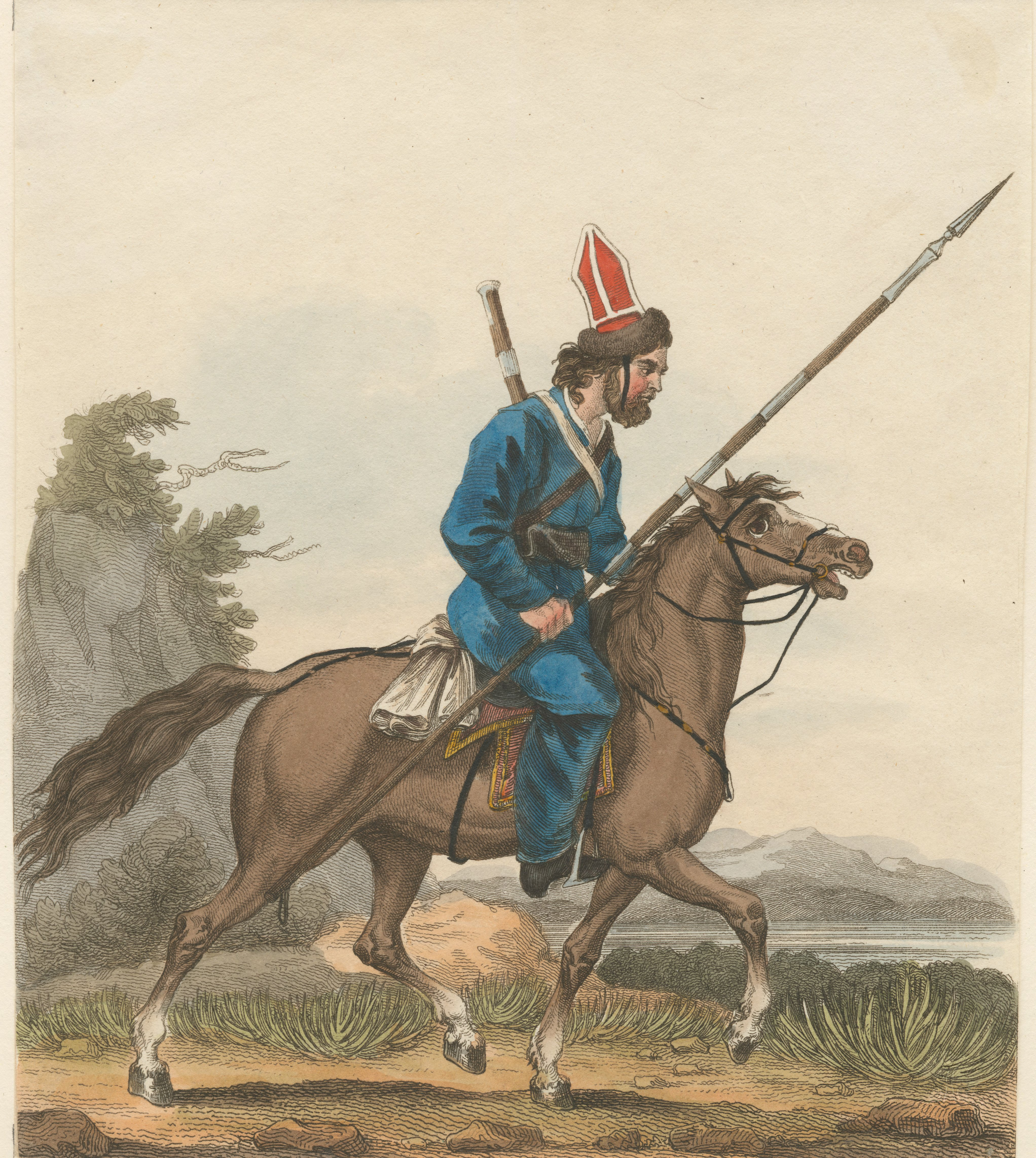
Cosaque du Don en 1813.

Le 22, la 6e colonne, formée des Austro-Bavarois du général de Wrede, passait le Rhin à Bâle. Il fit bloquer le jour même Huningue par la brigade Zollern de la division Beckers (de), dirigea la division Rechberg (de) sur Belfort et la division La Motte sur Porrentruy. Les Autrichiens de Frimont formaient sa réserve et le corps volant de Scheibler couvrait sa droite.
Ce dernier s’avance sur la route de Colmar au-delà d’Ensisheim et sur la route d’Épinal, sur Cernay et Thann.

### Milhaud marche sur Colmar
Le même jour, le maréchal Victor, apprenant que l'ennemi passait le pont de Bâle, prit le parti de détacher tout le 5e corps de cavalerie sur Colmar, en le faisant appuyer par quelques bataillons d'infanterie. Ce mouvement s'exécuta sans délai, la gauche en tête, la cavalerie légère, par la division nombreuse de ses détachements sur le Rhin, ayant besoin de quelques heures pour se réunir. Le 5e corps de cavalerie de Milhaud se mît en marche le 23 et passa la nuit à Sélestat.

### Mouvements du corps volant de Scheibler
Le 23, Scheibler (de) est à Ensisheim ; dans l'après-midi il charge le capitaine baron Schell, du régiment de hussards de Hesse-Hombourg, de pousser jusque dans Colmar et d’y réquisitionner des vivres avec un escadron, 100 cosaques et un peloton de chevau-légers. Il y parvint et poussa même au-delà un détachement, enlevant en route un convoi de douze caissons de munitions.
« Entre-temps, avec cet accent hautain et gros de menaces, il fixait l'heure, a laquelle les vivres devaient être livrés, à la porte de Bâle. L'heure vint, les vivres étaient prête ; les soldats ne l'étaient pas moins à s'en saisir.

Tout à coup, entrent au galop, par la porte de Brisach, des dragons français qui se répandent dans les rues, cherchant l'ennemi. Quand ils arrivèrent à la porte de Bâle, ces derniers avaient disparu comme par enchantement en direction de Sainte-Croix.
 »

## Engagement du 24 décembre
Le 23, informé de l'approche de la cavalerie de Milhaud, le colonel Scheibler, après avoir rallié son avant-garde, décide de se rapprocher de Sainte-Croix.
Sainte-Croix est un gros bourg à cheval sur la grande route de Bâle à Colmar, à 7,8 km en avant de cette dernière ville ; de forme circulaire, il est entouré d'un large fossé marécageux, qu'on traverse sur un pont vers l'entrée du côté de Colmar. Il est situé dans une plaine découverte qui se prolonge jusqu'à Ensisheim.
Parti d'Ensisheim le 24, vers sept heures du matin, Scheibler arrivait à dix heures à Sainte-Croix où il fut rejoint par un détachement sous les ordres du capitaine Eberle, qu’il avait envoyé, la veille, battre le pays dans la direction de Neuf-Brisach.

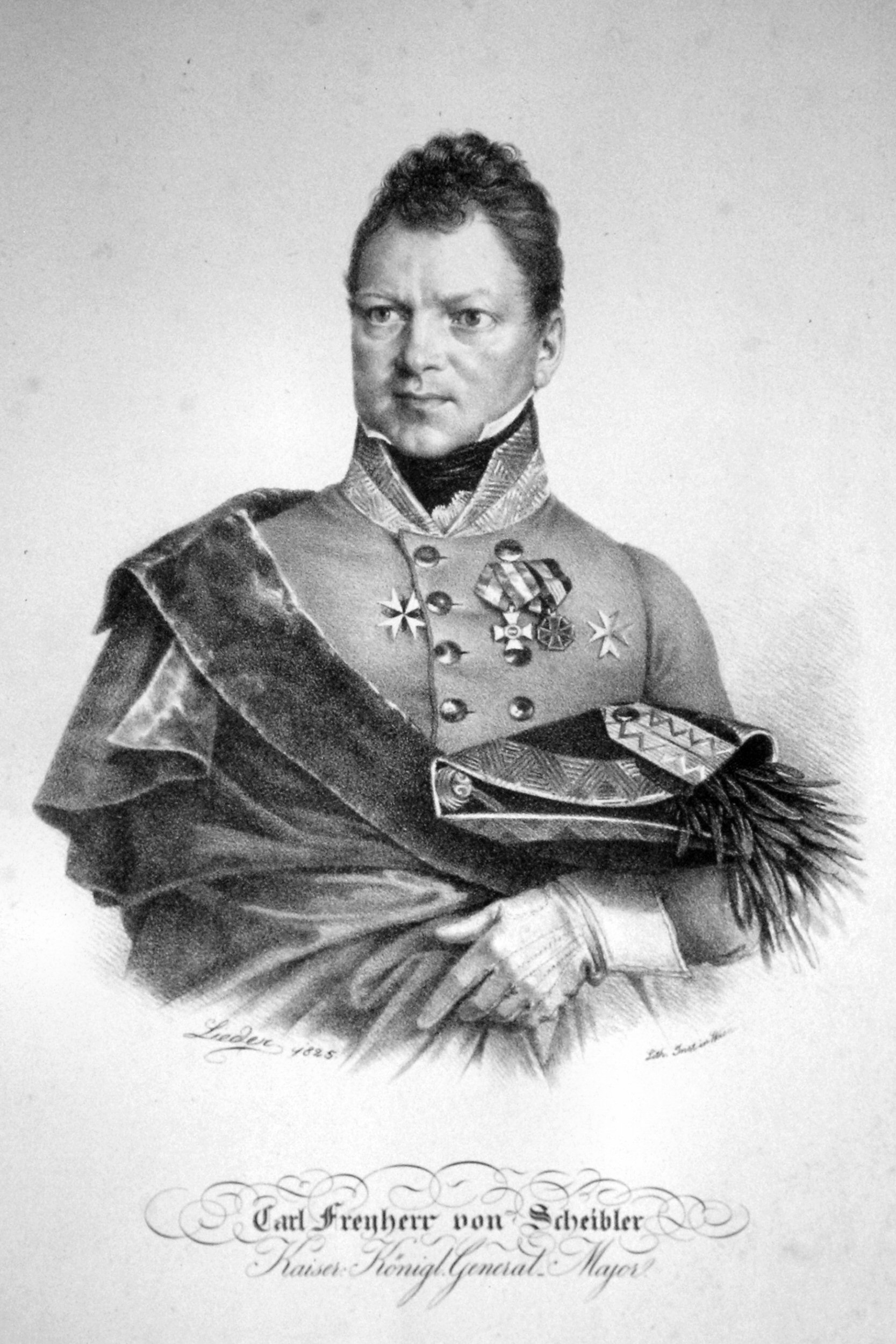
Karl Wilhelm von Scheibler.

À onze heures du matin, il faisait filer sur la droite de Colmar le capitaine Schell qui, avec 50 hussards et 50 cosaques, vint donner, à un quart de lieue de la ville, contre un avant-poste de 25 hommes commandé par un officier du flanc droit de la cavalerie de Milhaud, composée des dragons de la brigade Montélégier.

« Calmes, intrépides, les Français attendirent l'attaque. Schell charge ; s'engage alors la lutte.
Au bout d'une demi-heure, les Français étaient encore là, debout et terribles, à l'exception d'un seul, étendu mort à leurs pieds. Les blessés continuaient la lutte avec ce qui leur restait de forces, de sang, de membres. Aucun de leurs coups n'avait manqué, de grands vides éclaircissaient les rangs des alliés.
Vers onze heures et demie, vinrent 36 nouveaux hommes, qui avaient mission de relever les premiers Français. Les voyant aux prises avec l'ennemi ils se joignirent à eux, et bientôt les étrangers, ou plutôt ceux qui en restaient, reculèrent, et rebroussèrent chemin sur Sainte-Croix. »

Informé de ce fait, le colonel Scheibler se porta aussitôt en avant avec l'escadron de hussards de Szekler et les cosaques d'Elmorsin, et allait écraser ces cavaliers de sa masse quand soudain arrivèrent, haletants, les dragons de Milhaud. Le choc fut terrible : Scheibler parvint à arrêter, puis à repousser les 2e, 6e et 11e dragons, commandés par les colonels Hoffmayer, Musnier et Thevenez, de la brigade Montélégier.
Ce succès aurait peut-être permis au colonel Scheibler d'effectuer sa retraite sans trop de peine si, à ce moment même, le colonel Korin, qu'il avait laissé en réserve à Sainte-Croix avec son régiment de cosaques et avec les chevau-légers bavarois, n'avait pas cru devoir quitter sans ordre sa position pour prendre part à l'action, alors que deux escadrons de la brigade Collaert débouchaient en arrière de Sainte-Croix et que les 2e, 6e et 11e dragons fournissaient une charge vigoureuse qui décida l'ennemi à se replier sur le village.
Pris ainsi de front et à revers, la plus grande partie des cosaques ne songea qu'à chercher son salut dans la fuite. Sur la route de Meyenheim furent repris les dix-huit fourgons de poudre que l'ennemi s'était annexés la veille. Enfin, près du pont de ce village, le clairon sonna le retour, et les dragons de Milhaud reprirent le chemin de Colmar, confiant la garda de Sainte-Croix à quelques-uns de leurs frères d'armes.
Le colonel Scheibler rejoint Ensisheim avec les débris du corps volant auquel cette affaire avait coûté neuf officiers, la moitié de l'escadron bavarois (dont 21 succomberont), pour un total de 200 hommes dont soixante prisonniers presque tous blessés. Le colonel Elmorsin, grièvement blessé, fut fait prisonnier et succomba le soir même, le colonel Traugwitz du 2e pulk de cosaques mourut de ses blessures à Colmar le lendemain. « Il ne périt que trois Français ; il n'en fut blessé que trente et quelques ; encore n'y en eut-il parmi eux que dix-sept qui allèrent se faire panser à l'hôpital, le reste se soigna lui-même. »
Le 24 au soir, Milhaud établissait ses cavaliers de la manière suivante : la division de dragons Lhéritier et une des brigades d’infanterie de la division Duhesme occupèrent, en seconde ligne, Colmar et environs, tandis que les brigades de dragons Montélégier et Collaert, qui avaient lutté durant la journée, s’installaient à Horbourg.
La division de cavalerie légère de Piré, exception faite du 27e régiment de chasseurs à cheval détaché au village de Sundhoffen, était logée dans Sainte-Croix et se retrouvait ainsi enfermée comme dans un piège ; car en cas de besoin, elle ne pouvait quitter le village que par les deux entrées possible. Piré, insatisfait de cette disposition, avait sollicité auprès de Milhaud de faire bivouaquer la division au nord du village. Sa demande n’eut pas le succès qu'il en espérait, et Milhaud invoquant le froid excessif qu'il faisait alors, demanda de faire tenir les chevaux dans des écuries. Les trois régiments de la division s'enfermaient dans le bourg dont on avait barricadé l'entrée sud. Piré, prudent, postait aussi loin que possible du côté de l'ennemi, sur la route de Bâle, un détachement d'avant-garde pour être averti à temps en cas d'alerte. De plus, les régiments reçurent l'ordre de monter à cheval une heure avant le jour, chaque matin, de se former en bataille en arrière du village, et d’attendre dans cet ordre, le retour des reconnaissances, avant de regagner leurs logements.
Du côté adverse, les restes du corps volant de Scheibler reçurent du général de Wrede l'ordre de servir d'extrême avant-garde aux Autrichiens de Frimont qu'on avait fait venir de Mulhouse, par suite de la résistance de Belfort et de Huningue, pour couvrir, du côté du Nord, les attaques tentées infructueusement jusqu'ici contre ces deux places.

## Conséquences
Ce combat produisit, sur l'esprit de Schwarzenberg, une vive impression d'autant qu'il ne s'était pas attendu à voir Belfort et Huningue résister aux efforts de ses troupes.
Toll raconte : « on envisageait les choses d'une façon tragique au grand quartier général, on croyait que Napoléon était arrivé en personne à Strasbourg, on s'attendait à voir un corps français déboucher en aval de Strasbourg, y passer sur la rive droite pour y menacer la droite de l'armée de Bohême, prendre l'offensive contre elle et tomber successivement sur ses différentes fractions échelonnées et disséminées le long du Rhin. »
Schwarzenberg crut donc sage d'envoyer des courriers à Wittgenstein et au prince royal de Wurtemberg, pour les inviter à accélérer leur marche et à effectuer au plus vite le passage du Rhin ; de prescrire à Frimont, qui devait le 25 se porter sur Colmar, d'avoir à s'arrêter entre Ensisheim et Mulhouse ; à de Wrede, de concentrer tout son monde entre Belfort, Mulhouse et Huningue.
Le 25 décembre, Schwarzenberg écrivait à Blücher : « il importe d'occuper l'armée ennemie qui se réunit entre Metz et Strasbourg, de façon qu'elle ne puisse rien entreprendre sur la rive gauche contre Huningue, ni tenter un passage sur, la rive droite, du côté de Kehl. Wittgenstein est devant Kehl, mais il est encore trop faible pour inquiéter sérieusement l'ennemi… »

## Mouvements et positions du 25 au 30 décembre
Le 25 décembre, les troupes du 5e corps austro-bavarois occupaient les positions suivantes : Frimont, avec ses Autrichiens, s'étendait d'Ensisheim à Mulhouse, couvert à sa droite sur la route de Neuf-Brisach par les cavaliers restant du colonel Scheibler qui étaient postés de Fessenheim à Blodelsheim. La division du comte Antoine Hardegg était à Ensisheim, ayant une avant-garde à Mayenheim et Eguisheim, sur la route de Colmar ; elle était soutenue par une partie de la division du général Spleny, à Baldersheim et Battenheim. Enfin, des détachements assuraient les communications avec la division Rechberg du côté de Belfort, et avec celle de Beckers, qui investissait Huningue.
Le 28, côte français, le général Dermoncourt fut détaché avec le 27e de chasseurs pour couvrir Neuf-Brisach, et il se plaça de sa personne à Algolsheim en avant de cette place, dirigeant des reconnaissances sur les bords du Rhin et éclairant la grande route de Bâle. Le général Collaert reçut l'ordre en même temps d'envoyer un escadron de dragons à la position du général Jamin, établi à Guémar, pour lier cette division d'infanterie avec le général Dermoncourt.
Le 29, les Autrichiens de Frimont tiennent Thann et Cernay. Une avant-garde occupe fortement Soultz avec un petit détachement établit à Saint-Amarin.

## Engagement du 31 décembre

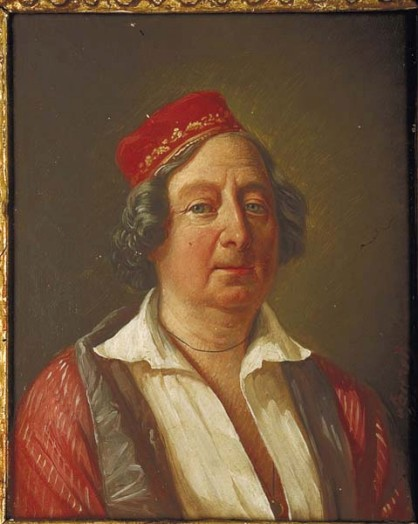
Général Piré

Ces derniers jours, de Wrede et Frimont n'avaient pu se procurer que des renseignements vagues et contradictoires sur la force réelle des troupes françaises qui leur étaient opposées, dans le Haut-Rhin en général et plus particulièrement celle postées dans le secteur de Colmar. Le 30, pour mettre fin à cette incertitude, ils prescrivirent au comte Hardegg (de) de pousser une forte reconnaissance sur Sainte-Croix.
Ce dernier, ayant appris par des déserteurs les habitudes prises par la cavalerie de Piré à Sainte-Croix, proposa de mettre la main sur cette division de cavalerie lors de sa mission. À la faveur d'un brouillard épais, le général Hardegg se mit en mouvement dès 2 heures du matin, à la tête d'un corps composé du régiment des uhlans de Schwarzenberg, aux ordres du colonel Mengen — amputé de la 2e division qui a été détachée sur Riedelsbeim —, du régiment des hussard de l'archiduc Joseph et de deux compagnies du 3e bataillon de chasseurs tyroliens, le tout formant environ 1 200 chevaux et 250 hommes d'infanterie.
Afin de couvrir pendant cette opération la droite de ce corps, le colonel Scheibler est poussé avec 150 cosaques et 50 hussards contre les avant-postes français de Dessenheim et de Weckolsheim. Il réussit à les rejeter jusque sur Neuf-Brisach, après leur avoir pris 11 hommes et 21 chevaux.
La plaine ne présentant aucun obstacle, Hardegg se mit en mouvement en trois colonnes ; au centre, sur le grand chemin, l’avant-garde de cavalerie, commandée par le colonel Mengen, suivie de l’infanterie, portée sur des charriots bien attelés, enfin à droite et à gauche de la route le restant de la cavalerie.
Entretemps, à Sainte-Croix, le général Piré, comme chaque matin une heure avant le jour, avait fait ranger en bataille ses régiments en dehors du village, sur la route de Colmar, et avait ensuite fait reconnaître les environs. Mais, ce matin-là, quoique les reconnaissances n'eussent rien aperçu, et à cause du brouillard épais qui s'était élevé, il n'avait pas encore fait rentrer les régiments dans leur cantonnement, à l'heure accoutumée.

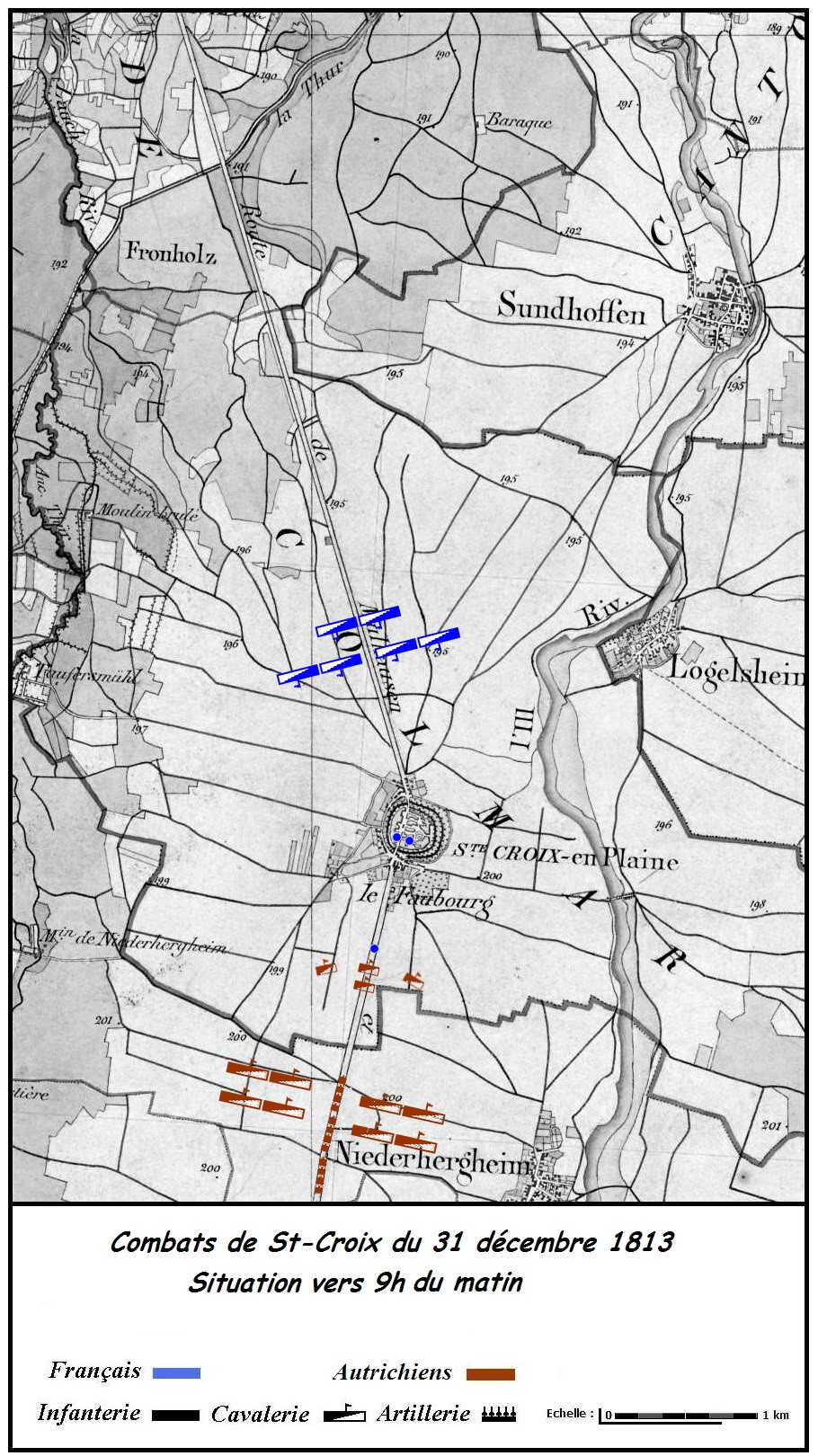
Combats de Sainte-Croix : situation au 31 décembre vers 9h.

Vers 9h, parvenu à proximité des avant-postes français, le colonel Mengen lance la charge, exécutant le plan d’attaque établi : le 1er escadron, suivant la route, pénétrerait dans le bourg, deux pelotons du 2e escadron contourneraient par la droite le village, pendant que les deux autres pelotons de ce même escadron devaient le tourner par la gauche, afin de couper toute retraite à l’ennemi.
Les avant-postes français, entendant dans le brouillard l'ennemi fondre sur eux, se replient aussitôt en direction de Sainte-Croix. Les uhlans du 1er escadron, lancés, culbutent, au passage quelques-uns de ces grand-gardes et arrivent en même temps que le reste d’entre eux à la porte du village, dont les barricades, ayant été déplacées par les premiers fuyards, ne firent aucun obstacle à ces uhlans qui s’engouffraient aussi dans la rue principale du bourg.
Quelques chasseurs et hussards restés dans leur cantonnement accueillirent au travers de fenêtres, avec leur carabine, ces ennemis impromptus. Quatorze d’entre eux ainsi que quelques dizaines de chevaux furent pris par les Autrichiens. Dans le même temps, les colonnes de droite et de gauche formée du 2e escadron avaient contourné sans obstacles Sainte-Croix, jusqu'à rejoindre au pont, à l’autre extrémité du bourg, des uhlans du 1er escadron.

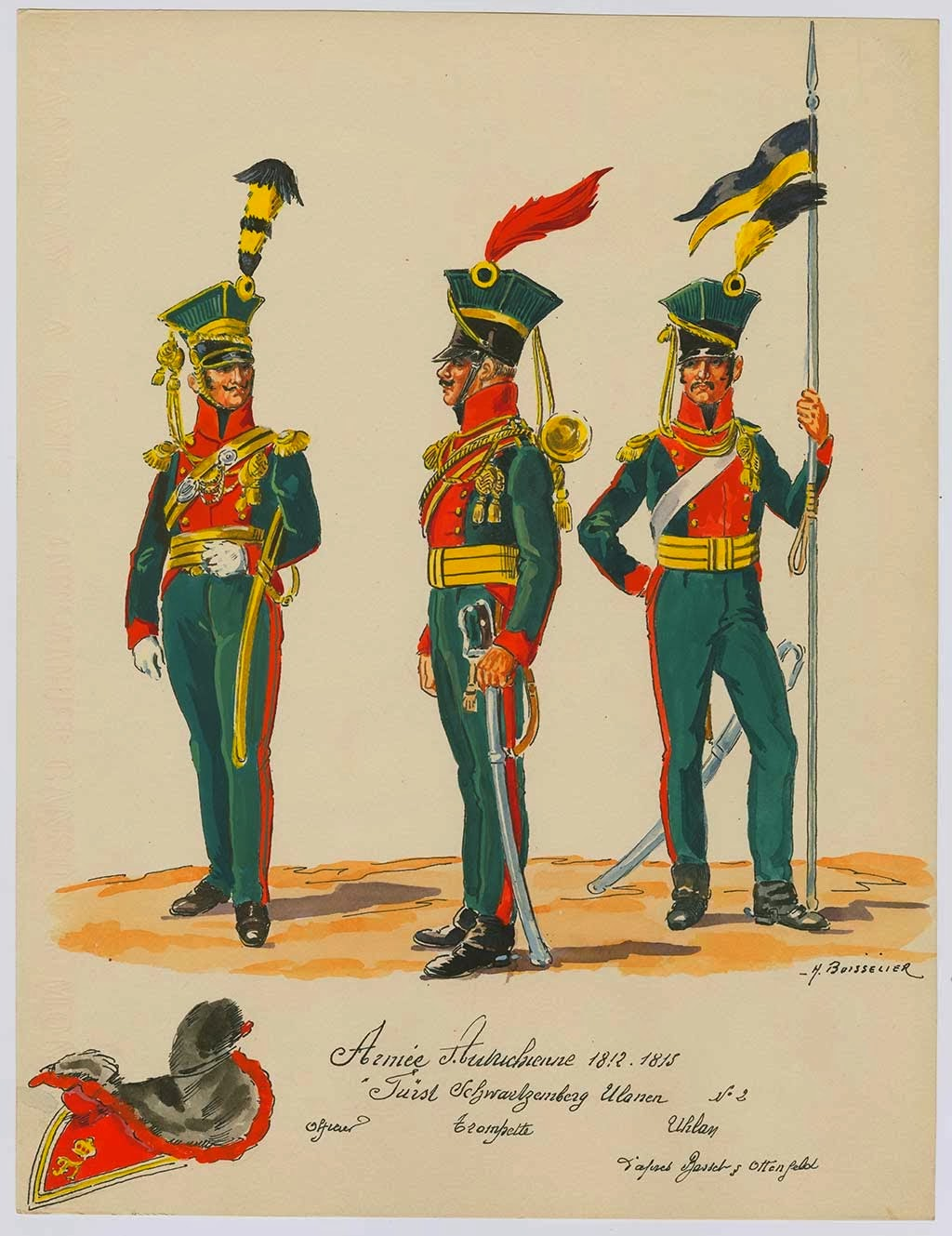
Uhlans de Schwarzenberg.

Après quelques instants, ces cavaliers autrichiens, en arrêt au-delà du pont, voyaient se dessiner dans le brouillard, à quelques distances devant eux, les contours d'une masse de cavaliers, s’assombrissant de plus en plus.
Cette masse est celle du général Piré établie en ordre de bataille et qui entame la contre-attaque. Plusieurs charges des divers régiments de la division eurent lieu pour l'occupation de Sainte-Croix. Le 14e chasseurs à cheval réussit à chasser les uhlans autrichiens du village, mais l'infanterie tyrolienne s'étant montrée, le général Piré, n'ayant pas d'infanterie avec lui, et se conformant aux instructions reçues, se retira et prit position à la tête du défilé que forme la forêt en avant de la rivière vielle Thur, de chaque côté de la route. Il y attendit le général Milhaud, arrivant de Colmar avec la division de dragons de Lhéritier.
Entretemps, dans le village de Sainte-Croix, le receveur des douanes, à l'affût au 1er étage de la mairie, tua d'un coup de fusil un officier allié cavalant en tête de son escadron, avant de se réfugier dans le clocher de l'église.
Le tireur étant introuvable, toute la population fut prise en otage et enfermée dans l'église. La localité devait être brûlée avec ses biens et ses êtres humains quand intervint un officier blessé lors des combats du 24 décembre, et qui fut camouflé et soigné par un habitant dans une maison locale. Le sauvetage de cet officier ennemi joua un rôle prépondérant dans le dénouement pour le sauvetage de la commune.
Après quelques heures, le général Hardegg se décida au repli, profitant encore du brouillard qui ne permettrait pas de le suivre. Le général comte Milhaud, ayant réuni ses trois divisions, fit une forte reconnaissance avec toute sa cavalerie, et vérifia que ce n'était point un mouvement d'armée mais un simple coup de main de l'ennemi. Le soir, les troupes reprirent leurs positions à l'exception de la cavalerie légère qui, laissant un escadron de service à Sainte-Croix, se plaça plus militairement à gauche au village de Sundhofen.
La perte des Autrichiens, dans cette entreprise où il comptait nous enlever tous, fut de huit prisonniers, d'une centaine d'hommes tués ou blessés, dont trente restèrent sur le champ de bataille. Les autres blessés furent ramenés dans six chariots, au dire des paysans d'Ensisheim, qui vinrent en faire le rapport le lendemain aux Français. Le capitaine Wolf, des uhlans de Schwarzenberg, est tué.
La division Piré eut 19 hommes hors de combat et les Autrichiens firent 14 prisonniers. L'adjudant-major Jennot, du 14e chasseurs, fut grièvement blessé.